# Bígr
Bígr (rumunsky Bigăr, německy Schnellersruhe, maďarsky Bigér) je malá rumunsko-česká vesnice, která leží v rumunském Banátu v blízkosti hranic se Srbskem. Obec byla založena v roce 1827. Je tvořena dvěma ulicemi ve tvaru kříže. Nachází se zde jeden římskokatolický kostel, který je umístěn na náměstí (hlavní křižovatka). Tento kostel byl vybudovaný v roce 1876 k poctě Svaté Trojici a následně posvěcen na svátek sv. Havla. Turisté zde mohou navštívit dvě restaurace, z nichž jedna je otevřena pouze svátečně.

## Historie
Vesnice Bígr byla založena na příkaz Rakouské monarchie generálem Schellerem (odtud Schnellersruhe – Schnellerův klid) v roce 1827 za účelem osídlení pohraničí a využití tamějšího nerostného bohatství. V letech 1827-1828 přišli čeští osadníci z Plzeňska, Příbramska a Klatovska. Bígr byl hornickou obcí, v okolí byl velký výskyt černého uhlí.

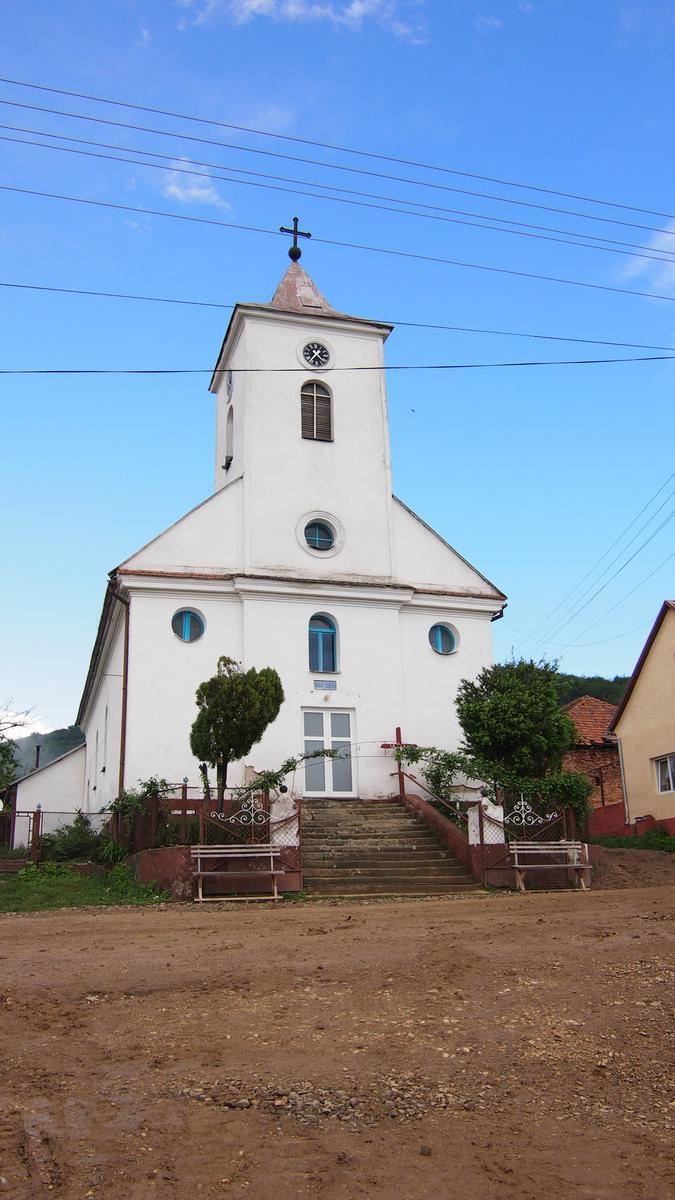
římskokatolický kostel, vybudovaný v roce 1876 k poctě Svaté Trojici

## Život v Bígru
Trendem přelomu tisíciletí bylo u mladých českých rodin stěhování zpět do Česka nebo do rumunských měst kvůli nedostupnosti práce v samotném Bígru a okolí. V Bígru tak chátrá spousta domů, které jsou už řadu let opuštěny, nebo prodány za velmi nízkou cenu. Hlavní komunitu zde tvoří především české obyvatelstvo důchodového věku a několik přistěhovalých rumunských rodin. Rodiny zde žijí především z vlastní produkce. Důchody zde dosahují výše přibližně 300 Lei, přičemž chléb v místní hospodě stojí 2 Lei.

## Kultura
V Bígru bydlel místní malíř Josef Řehák (†1993), který vyzdobil obrazy s náboženskými tématy kostely v českých vesnicích (Bígru, Gerníku, Svaté Heleně, Eibenthalu, Rovensku) a Berzásce. Svými dekorativním a naivním stylem také bohatě vyzdobil interiér svého domu čp. 91. 